# 나정항
나정항은 경상북도 경주시 감포읍 나정2리에 있는 어항이다. 1972년 2월 7일 지방어항으로 지정하여 관리하고 있다. 시설관리자는 경주시장이다.

## 어항 연혁
- 본래 장기군 내남면의 지역으로 1914년 행정구역 폐합에 의하여 고라리와 상정리를 병합하여 나정리로 복원하였다.

## 어항 구역
본 항의 어항구역은 다음과 같다.
- 수역: ▫ 기존 남방파제 기부측 단부에서 정동측으로 160m 연장하여정북측으로 198m 연장하고, 연이어 정서측으로 100m 연장하여 항북측 기존 구거 단부에 접하는 선상에 형성된 공유수면

## 어항 시설
- 방파제 355m, 물양장 76m, 선양장 41m, 이안제 110m

## 주요 어종
- 고등어, 우럭, 조피볼락, 감성돔, 돌돔, 오징어, 돌미역, 해삼, 멍게